# Franco Iacono
Franco Iacono (ur. 4 lutego 1942 w Forio na wyspie Ischia) – włoski polityk i samorządowiec, w latach 1975–1979 i 1984–1985 prezydent prowincji Neapol, poseł do Parlamentu Europejskiego III kadencji.

## Życiorys
Pochodzi z ubogiej rodziny, w młodości przez 9 lat był sprzedawcą owoców, hodowanych przez jego ojca. W 1964 ukończył studia politologiczne na Katolickim Uniwersytecie Najświętszego Serca w Mediolanie. Pracował jako urzędnik bankowy w rodzinnej miejscowości i dyrektor klubu sportowego Forio Calcio. W 1965 zaangażował się w działalność Włoskiej Partii Socjalistycznej, od 1981 należał do jej zgromadzenia krajowego. W 1971 po raz pierwszy został radnym w Forio, znalazł się też w radzie regionu Kampania. Zasiadł w radzie prowincji Neapol, w latach 1975–1979 i 1984–1985 był jej przewodniczącym. Sprawował też funkcję asesora Kampanii, był też kilkukrotnie asesorem w Forio i regionie, odpowiadając m.in. za zdrowie i transport.
W 1989 uzyskał mandat posła do Parlamentu Europejskiego. Przystąpił do grupy socjalistycznej, należał m.in. do Komisji ds. Transportu i Turystyki oraz Komisji ds. Polityki Regionalnej, Planowania Regionalnego i Stosunków z Władzami Regionalnymi i Lokalnymi. W latach 1990–1991 był burmistrzem Forio. Został przewodniczącym stowarzyszenia ANCEM (Associazione Napoli Capitale Europea della Musica), promującego Neapol jako Europejską Stolicę Muzyki.
Żonaty, ma sześcioro dzieci.